# Kościół św. Stanisława Kostki w Chwarszczanach
Kościół św. Stanisława w Chwarszczanach – kościół filialny, pierwotnie kaplica templariuszy, obecnie pod wezwaniem św. Stanisława Kostki, pierwotnie św. Jana Ewangelisty; jeden z najcenniejszych zabytków Pomorza Zachodniego. Należy do parafii Wniebowzięcia NMP w Sarbinowie.

## Pierwsza kaplica
Podłużna, jednonawowa budowla nakryta dwuspadowym dachem, wybudowana prawdopodobnie w poł. XIII w. (1235-1262) po płn.-zach. stronie założenia, na planie prostokątnym z ostrołukowym portalem po stronie zachodniej. Jak się przypuszcza, jej program architektoniczny mógł być podobny lub identyczny do kaplicy templariuszy w Rurce na terenie Pomorza Zachodniego. Rozebrana ok. 1280 roku.

## Druga (obecna) kaplica

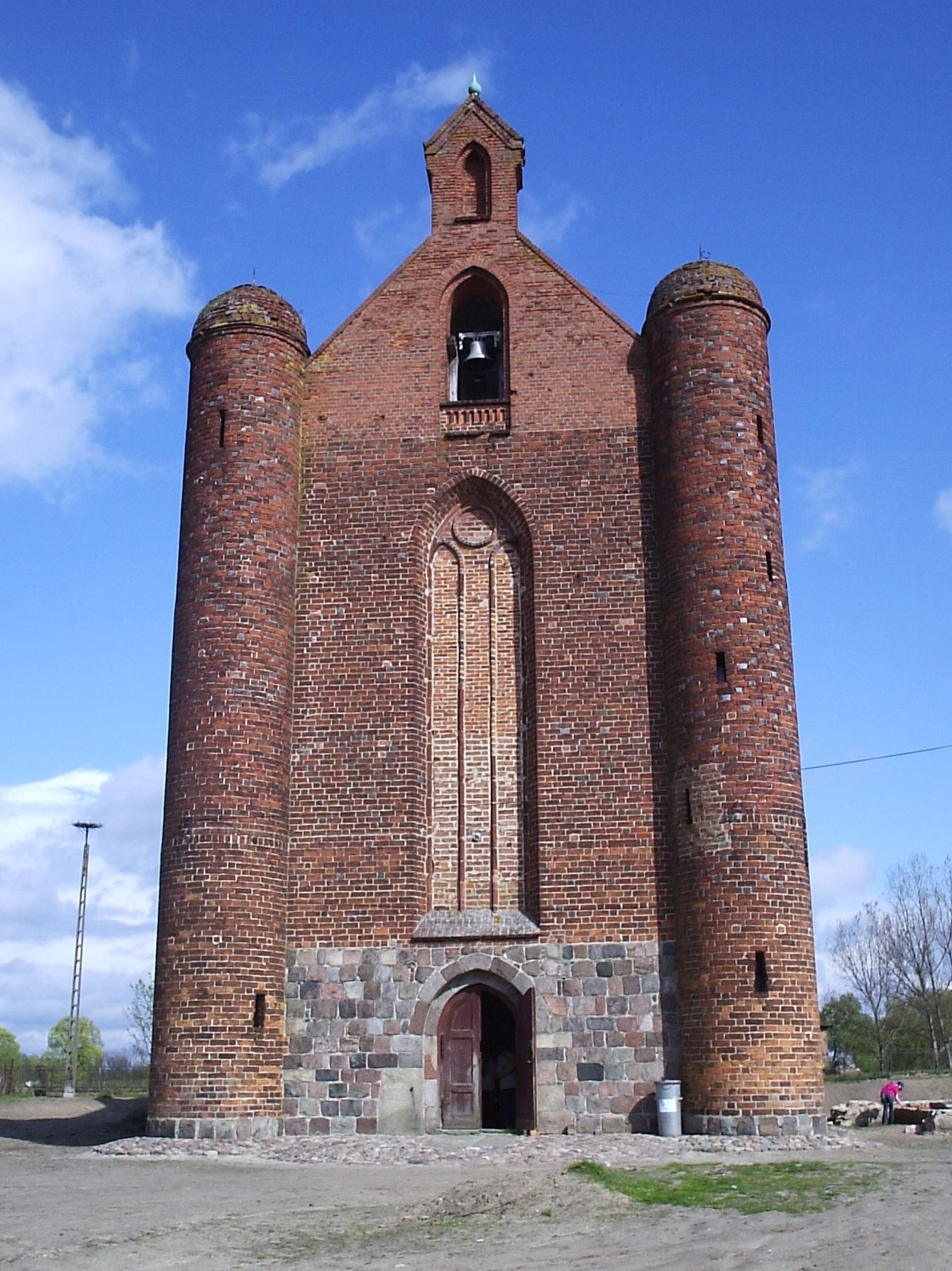
Ściana frontowa

Wybudowana przed 1280 r. w stylu gotyku redukcyjnego, w miejscu poprzedniej kaplicy przez przedstawicieli cysterskiej strzechy budowlanej pracującej przy realizacji klasztoru w Chorinie k. Angermünde (tzw. strzechy choryńskiej). Świadczy o tym zastosowany układ przestrzenny w postaci podłużnej nawy, zamkniętej wielobocznie oraz repertuar wykorzystanych detali architektonicznych i rzeźbiarskich. Zarazem kaplica chwarszczańska wydaje się być dalekim echem tradycji „świętej kaplicy”, dla której realizacja paryskiej Sainte-Chapelle była istotnym i zarazem przełomowym wydarzeniem. W sensie symbolicznym natomiast, kaplica wiązana jest przez historyków sztuki z architekturą jerozolimską, zwłaszcza poprzez zbieżny z jej wyglądem zewnętrznym biblijny opis Świątyni Salomona oraz średniowieczne przekazy ikonograficzne tejże świątyni.
Kaplica jest budowlą salową o wymiarach dł. 25,2 m × szer. 9,5 m × wys. 13,6 m, oskarpowaną, od wschodu zamkniętą poligonalnie (5/8), w zachodnich narożach zaopatrzoną w dwie cylindryczne wieże. Poprzeczne prostokątne przęsła o proporcjach boków ok. 3:4. Od północy do trzeciego przęsła (licząc od zachodu) dostawiono w XIX w. dwuprzęsłową zakrystię na miejscu starej.
Mury posadowione są na kamiennym fundamencie i niewysokim cokole zwieńczonym prostym gzymsem. Na cokole wznosi się partia muru wykonana ze starannie obrobionych kostek granitowych układanych w regularne poziome warstwy – w fasadzie zachodniej 11, w pozostałych elewacjach 10, z zastosowaniem warstw wyrównawczych z okrzesków granitowych. Partię tę wieńczy gzyms okapnikowy wykonany w cegle profilowanej. Górna część ścian wykonana z dobrze wypalonej cegły (30 × 13 × 10 cm) w wątku wendyjskim. W XIX wieku zostały nieco podniesione przy użyciu cegły maszynowej i zwieńczone profilowanym gzymsem koronującym. W fasadzie zachodniej zastosowano nieregularnie rozmieszczone zendrówki. Na osi fasady granitowy dwuskokowy portal o łagodnie zarysowanym łuku ostrym.
Korpus nawowy o smukłych proporcjach, potęgowany przez silnie wysunięte skarpy, z których dwie zachodnie mają nieznaczny uskok około połowy wysokości. Pierwotne zwieńczenie skarp posiadało, na co wskazują ślady na murach, nieco szerszy kąt rozwarcia.
W przestrzeniach międzyskarpowych osadzone są wąskie, ostrołukowe okna, o szeroko rozglifionych obustronnie ościeżach. Okna sięgają powyżej zwieńczenia skarp, a u dołu zaczynały się pierwotnie od gzymsu kapnikowego wieńczącego granitowy cokół. Obecnie są częściowo zamurowane od dołu do różnej wysokości. Całkowicie zamurowano okno znajdujące się na osi kościoła we wschodnim zamknięciu, oraz w ścianie północnej tej części kościoła. Zamurowane jest również okno w fasadzie zachodniej, oraz sąsiadujące z nim okno w północnej ścianie pierwszego przęsła. Maswerkowe wypełnienie okien z laskowaniem i oszkleniem witrażowym jest efektem XIX-wiecznej (lata 1870 i 1898) restauracji. Fasada zachodnia z granitowym portalem o dwuuskokowych ościeżach wykonanych z dokładnie spasowanych kwadr i klińców granitowych. Archiwolta zamknięta jest delikatnym ostrołukiem z elementem zwornikowym. W ościeżach osadzone są ostrołukowe drzwi dwuskrzydłowe. Ponad portalem w ścianie wzniesionej z cegły osadzone jest gotyckie okno – szersze od pozostałych z maswerkowym wypełnieniem i trójdzielnym laskowaniem. Obecnie jest ono całkowicie zamurowane. Fasadę wieńczy ceglany szczyt wymurowany na nowo w XIX wieku, w którym znajduje się ostrołukowe okno z zawieszonym w jego świetle dzwonem. Szczyt wieńczy sygnaturka.
W elewacji południowej znajduje się drugi, mniejszy portal wejściowy. Posiada on ostrołukowe ościeża wykonane z bogato profilowanej kształtki ceglanej o profilu gruszkowym. Obecnie zamurowany i znacznie uszkodzony.
Ewenementem są dwie cylindryczne wieże wtopione częściowo w naroża budowli, flankujące fasadę zachodnią dokładnie w miejscu, w którym stosowano zazwyczaj przypory narożne. Wznoszą się one ponad okap dachu i zwieńczone są kopułami. Przypuszcza się, że rozwiązanie to może być nawiązaniem do architektury zakonnej (cysterskiej) lub militarnego charakteru zakonu. Wrażenie to potęgują dodatkowo otwory szczelinowe doświetlające wnętrze wież, imitujące otwory strzelnicze. Znacznie więcej okien znajduje się w wieży południowej, a ich spiralny układ odzwierciedla wewnętrzny ciąg komunikacyjny złożony ze spiralnych schodów wiodących na poddasze świątyni. Stopnie wykonane są z cegieł podpartych drewnianymi belkami. Na tylnej płaszczyźnie stopni znajduje się ryt w formie krzyża joannickiego. Wieża północna pozbawiona jest ciągu komunikacyjnego dlatego też otwory doświetlające znajdują się w niej jedynie u podstawy i przy zwieńczeniu. Do wymurowania wież użyto cegły giętej o odpowiednim profilu oraz zendrówki ułożonej główkami prostopadle do lica ściany. Cały układ starannie zaplanowany i wykonany tworzy na cylindrycznej płaszczyźnie spiralne desenie. Wieże zakończone są półokrągłymi kopułami oddzielonymi od korpusu profilowanym gzymsem koronującym. Odpowiedni profil kopuł uzyskano poprzez zastosowanie warstw cegieł giętych ułożonych wozówkami na przemian z zendrówkami ułożonymi główkami.

## Wnętrze

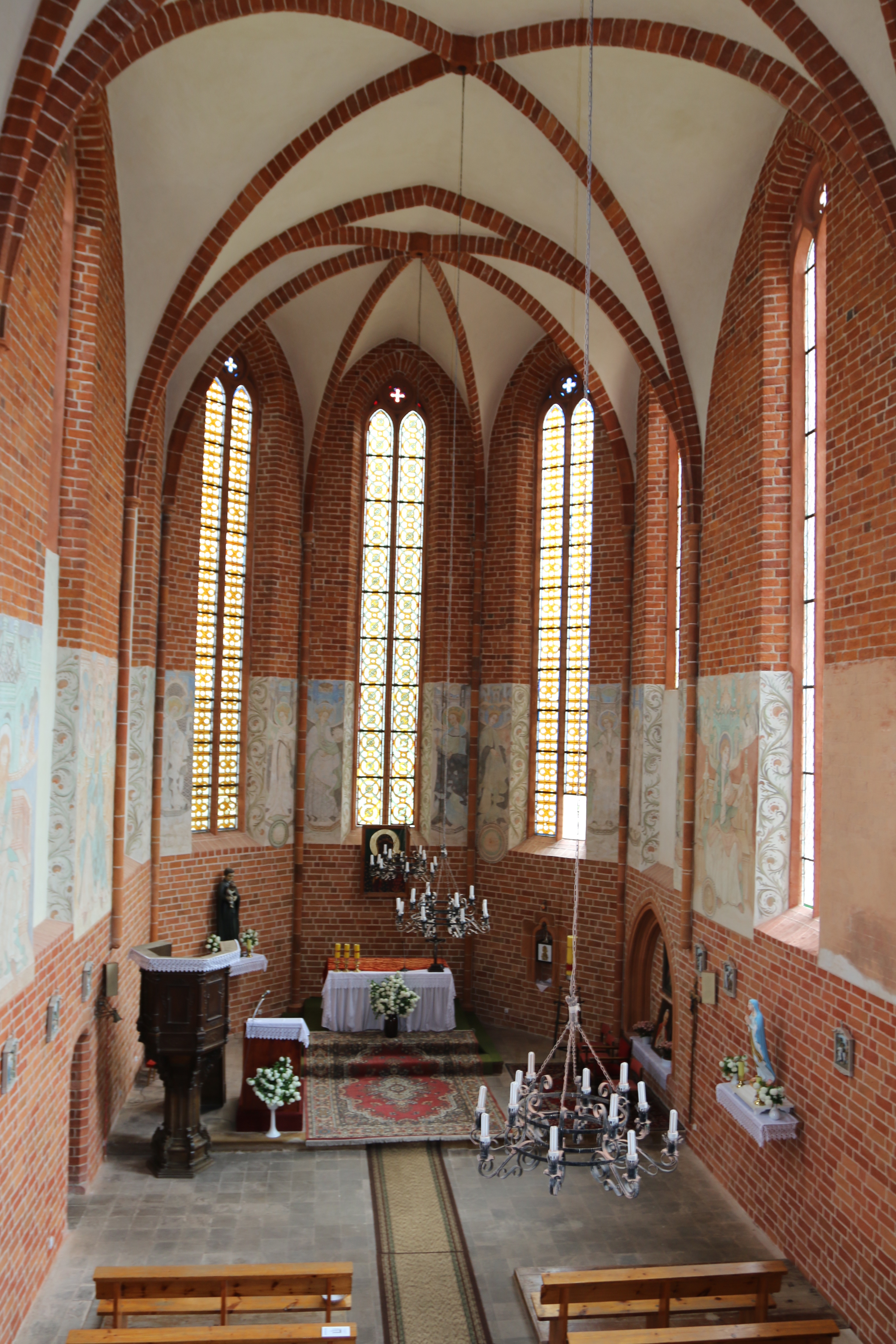
Wnętrze

Wnętrze prezentuje się jako jednolita przestrzeń dość silnie wyciągnięta wzdłuż i w pionie, ograniczona dużymi płaszczyznami ścian i sklepieniem krzyżowo-żebrowym. Podziały artykulacyjne podkreślone zostały przez służki sklepienne o kielichowych, gładkich głowicach. We wschodnim zamknięciu służki spływają do posadzki, kończąc się talerzowymi bazami profilowanymi trzema ćwierćwałkami opierającymi się na dwukondygnacyjnych cokołach, w których ośmiobok przechodzi w czworobok. W części wzdłużnej służki urywają się nieco poniżej parapetów okien. Pozbawione są wsporników, a jedynie ich dolna powierzchnia jest zaokrąglona i ozdobiona dość systematycznie przedstawionymi pojedynczymi listkami winorośli oraz krzyżami, których ramiona zakończone są zgeometryzowanymi liśćmi albo również zgeometryzowanymi kwiatami lilii. Służki wykonano z ceramicznych segmentów o wysokości równej 3-4 warstwom cegieł.
Krzyżowo-żebrowe sklepienie] tworzące niezwykle lekki (wizualnie) baldachim, zamykający wnętrze świątyni, złożone jest z jednolitych żeber o profilu trapezowym z nieco wklęsłymi ściankami. Żebra spoczywające na kielichowych głowicach służek ujęte są w pierścieniowate zworniki pozbawione dekoracji.
Ascetyczne wnętrze świątyni pozbawione jest praktycznie wystroju architektonicznego. Jedynym jego elementem są dwie wnęki ścienne oraz XIX-wieczna empora muzyczna. Pierwsza ostrołukowa wnęka na sedilia usytuowana w południowej ścianie wieloboku, profilowana jest analogicznie jak portal południowy. Druga wnęka, znajdująca się w sąsiednim południowo-wschodnim boku jest znacznie mniejsza, posiada ościeże w formie trójliścia profilowane kształtką o przekroju gruszkowym. Pełniła funkcję sakrarium, w którym przechowywano Najświętszy Sakrament. Empora muzyczna usytuowana przy ścianie zachodniej zajmuje większą część pierwszego przęsła. Wymurowana z cegły maszynowej wsparta jest na ostrołukowej arkadzie i dwóch kamiennych kolumnach z wielobocznymi głowicami i bazami. Prowadzą nań kamienne schody z balustradą usytuowane w północno-zachodnim narożniku. Pod emporą znajduje się wydzielona przestrzeń niewielkiej kruchty z dwuskrzydłowymi, ostrołukowymi drzwiami płycinowymi.
Obecna posadzka wykonana z kamiennych płyt znajduje się o około pół metra wyżej niż pierwotnie. Pod nią zlokalizowana jest niewielka krypta grzebalna. Wnętrze zamknięte jest sklepieniem krzyżowo-żebrowym i dachem pulpitowym krytym dachówką ceramiczną. W ścianie północnej pomiędzy skarpami osadzone są gotyckie okna maswerkowe o fazowanych, ostrołukowo zamkniętych ościeżach. Od strony wschodniej znajduje się wejście zewnętrzne o prostych ościeżach zamkniętych łukiem odcinkowym z jednodzielnymi drzwiami. Od strony zachodniej znajduje się niewielkie wejście do piwnicy zlokalizowanej pod zakrystią.

## Wyposażenie

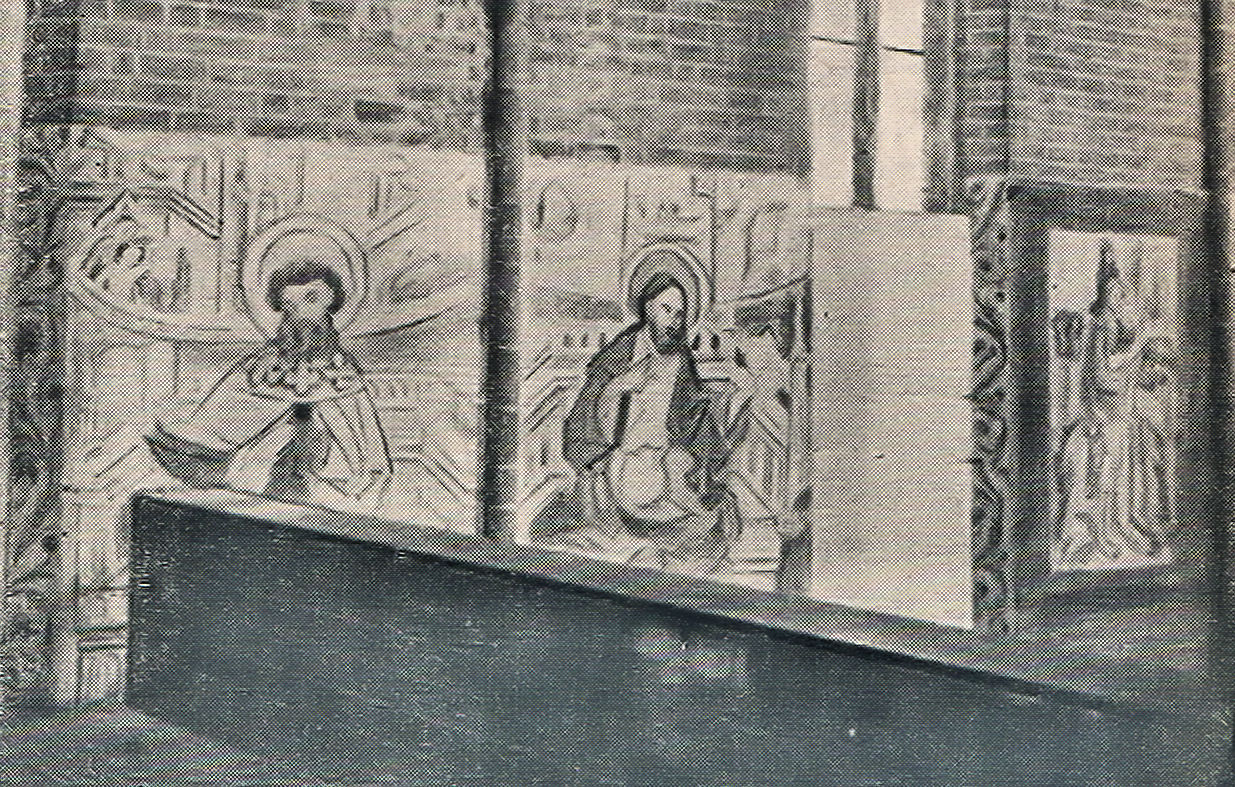
Polichromie przed ich zamalowaniem po II wojnie światowej

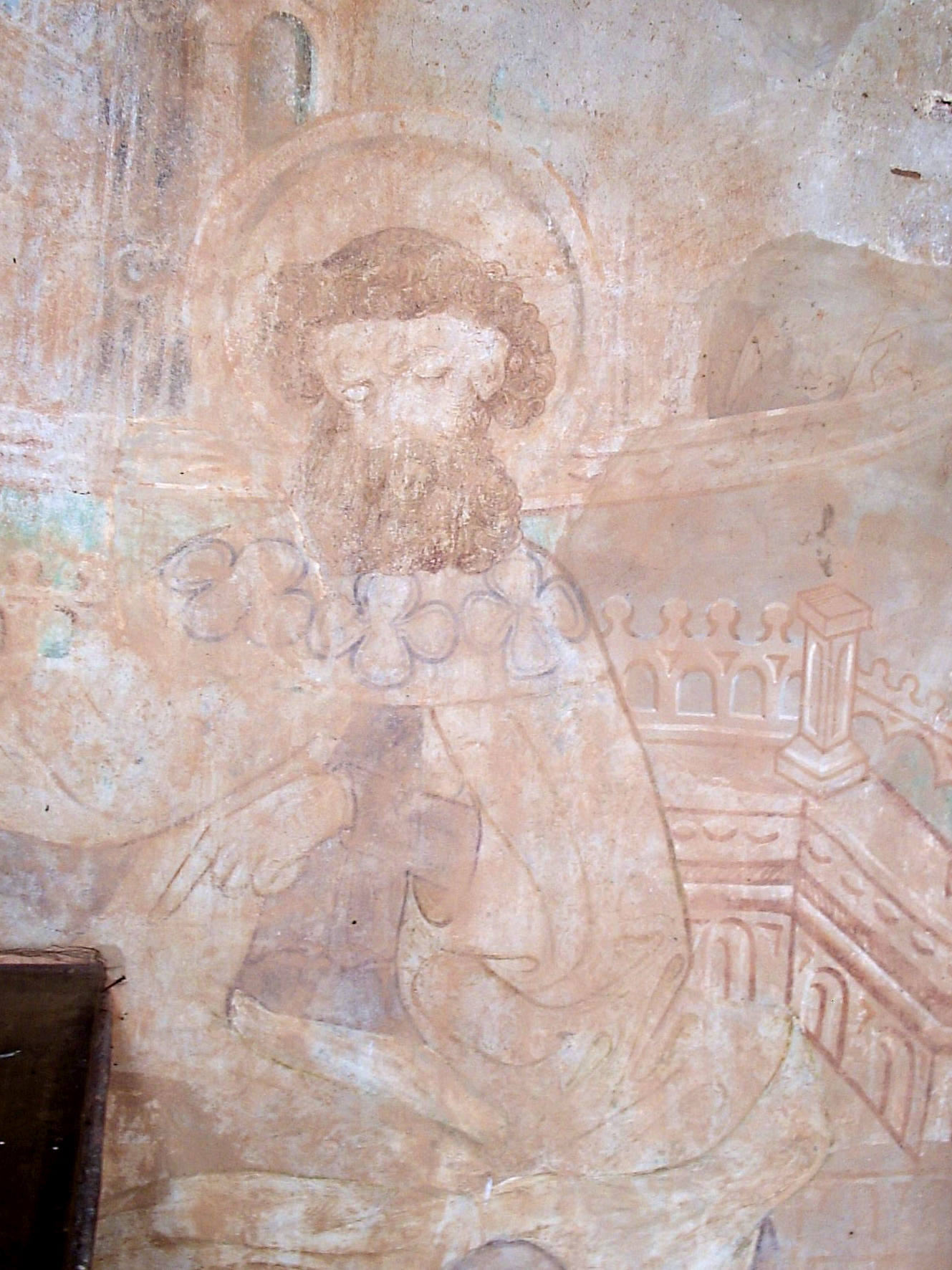
Polichromie po odsłonięciu i częściowej renowacji w latach dziewięćdziesiątych XX w.

- Polichromie ścienne powstałe ok. 1400 r., przypisywane fundacji joannitów. Tworzą one wysoki na 2,75 m fryz biegnący wzdłuż ścian kaplicy na całej prawie ich długości, na wysokości okien.

Apostołowie i święty Krzysztof zajmują ściany nawy, natomiast Święte Dziewice zostały umieszczone na przestrzeni między oknami prezbiterium. Próby identyfikacji powiodły się tylko w przypadku niektórych świętych. W prezbiterium ze strony lewej ku prawej przedstawione zostały: 1) Święta Katarzyna z kołem i mieczem, 2) Święta Dziewica z modelem kościoła (monstrancją?), 3) Święta Dziewica z czworoboczną wieżą, 4) Święta Dziewica z kluczem (być może Marta), 5) Święta Dziewica z tarczą słoneczną, 6) Święta Dziewica z młotkiem, 7) Święta Dziewica z ptakiem, 8) Święta Dziewica z księgą, 9) Święta Barbara z kielichem i hostią, 10) Święta Urszula ze strzałą.
Na emporach ponad głowami siedzących na ławach apostołów namalowane są po dwie postaci aniołów. Powyżej postaci widać perspektywicznie wyobrażoną architekturę – mury i zabudowę miasta – prawdopodobnie Niebieskiego Jeruzalem. Wszystkie rysy są zdecydowanie zindywidualizowane, szaty bogato zdobione i udrapowane. Niepodobna znaleźć lokalne odniesienia dla tych przedstawień, co sugeruje że twórcy tych dzieł wywodzili się z kręgów przodujących pod względem artystycznym, być może z Francji.
Wykonane w technice fresku malowidła charakteryzują się konturowym sposobem malowania kompozycji oraz niezwykłą elegancją i wytwornością przedstawionych postaci. Wszyscy ubrani są w bogato zdobione motywami roślinnymi szaty o dekoracyjnie sfałdowanych krawędziach. Anonimowy twórca tego wyjątkowego w całym regionie dzieła wywodził się niewątpliwie z wiodących środowisk w zakresie malarstwa ściennego.
Niezależnie od pochodzenia warsztatu i reprezentowanej przez niego szkoły nie ma wątpliwości co do wartości artystycznej dzieła. Niemieccy historycy sztuki przed II wojną światową uważali, że chwarszczańskie „...malowidła nie tylko należą do najważniejszych dzieł malarskich w Nowej Marchii, lecz dają rzadki w północnych Niemczech przykład zachowanego niemal kompletnego wystroju ścian kościelnych przez jednolicie uformowane średniowieczne malowidła ścienne”.
Po 1945 r. malowidła zostały zamalowane przez mieszkańców Chwarszczan jako „krzyżackie”. W roku 1996 podjęto próbę ich renowacji, przerwaną jednak z powodu braku środków finansowych.
- Fragment (głowa) płyty nagrobnej Hansa von Rotkirch, komendanta domeny chwarszczańskiej i dębnowskiej, zmarłego w 1617 r., pierwotnie przedstawiającej rycerza w całej postaci (ok. 160 cm długości). Początkowo znajdowała się ona prawdopodobnie w posadzce kościoła, lecz po jej podniesieniu przystawiona była zapewne do jednej ze ścian po północnej stronie choru. Po 1945 roku stanowiąc obcy i niechciany element wyposażenia, została z inicjatywy ówczesnego proboszcza ks. Smętka usunięta z kościoła i zakopana opodal. Odkryty podczas prac przy kaplicy fragment w tejże płyty w postaci głowy zmarłego prezentowany jest we wnętrzu kościoła[4].

- Empora chórowa
- Dzwon umieszczony w oknie fasady zachodniej, odlany w 1875 r. przez F.H. Gruhla z Klein Welka. W 1988 r. przetopiony i na nowo odlany.
- Ambona z XIX w.